# Mats Ek
Mats Ek (18 de abril de 1945) es un bailarín y coreógrafo sueco. De 1985 a 1993 fue el director artístico del Cullberg Ballet.

## Creaciones coreográficas
- 1976 El sirviente del oficial (título original sueco: "Kalfaktorn").[2]
- 1978 La casa de Bernarda Alba (basada en la obra teatral homónima de Federico García Lorca).[2]
- 1982 Giselle. Una reinterpretación de la coreografía clásica de Adolphe Adam.[2]
- 1987 El lago de los cisnes. Una reinterpretación de la coreografía clásica de Marius Petipa.[2]
- 1988 Hierba. Estrenado por el Cullberg Ballet en Leverkusen, Alemania, el 25 de abril de 1988.[3]
- 1989 Niños viejos. Estrenado por el Cullberg Ballet en The City Theatre de Estocolmo, el 29 de noviembre de 1989.[4]
- 1992 Carmen. Estreno por el Cullberg Ballet en Riksteatern, Sweden[5]
- 1996 La bella durmiente.[6]
- 1996 Solo for two. Estrenado por el Cullberg Ballet en Ljusdal, Suecia, el 29 de marzo de 1996.[7]
- 1997 A sort of[6]
- 2000 Appartement[6]
- 2002 Fluke[6]
- 2005 Aluminio[8] creada para la Compañía Nacional de Danza de España.
- 2007 Smoke